# Enes juvencus
Enes juvencus is een keversoort uit de familie van de boktorren (Cerambycidae). De wetenschappelijke naam van de soort werd voor het eerst geldig gepubliceerd in 1864 door de Britse entomoloog Francis Polkinghorne Pascoe.